# EKOenergie

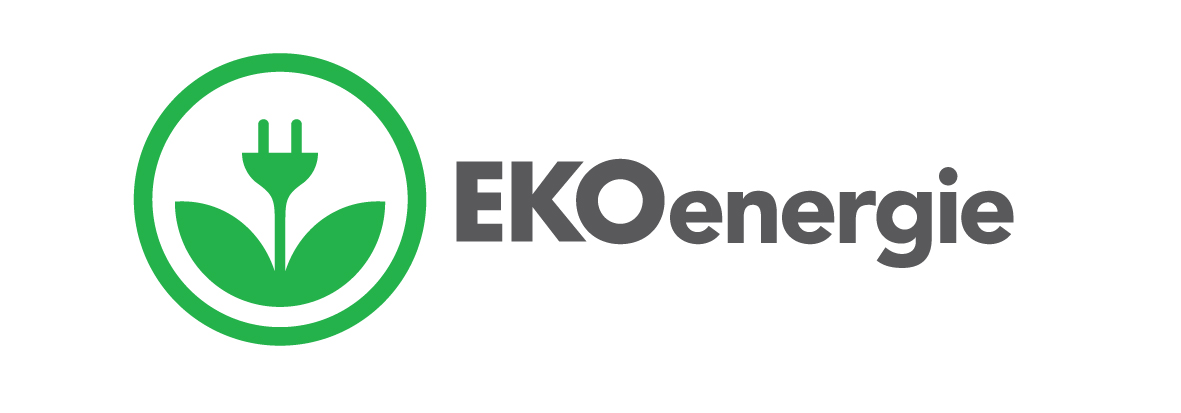
Logo

EKOenergie (engl. EKOenergy) ist ein weltweit aktives, gemeinnütziges Umweltlabel für erneuerbare Energien (Strom, Gas sowie Wärme und Kälte). Es wird von der Finnischen Vereinigung für Naturschutz (Suomen luonnonsuojeluliitto) verwaltet und in Zusammenarbeit mit anderen Umweltorganisationen betrieben.

## Treibhausgasprotokoll
Das Treibhausgasprotokoll (Greenhouse Gas Protocol) ist ein weltweiter Standard für Kohlenstoffbilanzierung. Es ist ein gemeinsames Produkt des World Resources Institute und des World Business Council for Sustainable Development. Im Januar 2015 veröffentlichte das Sekretariat des Greenhouse Gas Protocol die Scope 2 Guidance, die Empfehlungen zur Kohlenstoffbilanzierung gab. Die Richtlinien verweisen mehrfach auf EKOenergie. Kapitel 11, das Unternehmen dazu ermutigt, noch einen Schritt weiterzugehen, verweist auf den Klimafonds von EKOenergie.

## Nordisches Umweltzeichen
Das Umweltzeichen Nordischer Schwan umfasst 59 Produktgruppen mit über 200 Produkttypen.
Mehrere Kriterien vergeben zusätzliche Punkte für die Nutzung von EKOenergie-zertifiziertem Strom, beispielsweise für Druckereien und gedruckte Materialien sowie für Lebensmittelbetriebe und Konferenzeinrichtungen.